# Huedin
Huedin (in ungherese Bánffyhunyad , in tedesco Heynod) è una città della Romania di 9658 abitanti, ubicata nel distretto di Cluj, nella regione storica della Transilvania a circa 100 km da Oradea e a 50 km da Cluj Napoca lungo la DN1
Fa parte dell'area amministrativa anche la località di Bicălatu.

## Storia
Nel territorio comunale scavi archeologici hanno rilevato la presenza di insediamenti umani risalenti al Neolitico. In epoca medioevale è menzionato per la prima volta in un documento ufficiale nel 1332 e divenne nei decenni successivi un importante crocevia commerciale, ottenendo nel 1437 lo status di oppidum. Nel periodo della Grande Romania era capoluogo di Plasă

## Società

### Evoluzione demografica
La popolazione e le etnie del comune si sono così evolute nel tempo:
Evoluzione della popolazione nei censimenti: